# Roy Melanson
Roy Allan Melanson (13 de febrero de 1937 - 22 de mayo de 2020) fue un asesino en serie y violador estadounidense, vinculado de manera concluyente a tres asesinatos y numerosas violaciones en tres estados. Permanece como el principal sospechoso en al menos otros dos asesinatos. Melanson fue condenado por dos asesinatos en 1974, por los cuales recibió dos cadenas perpetuas, y falleció en mayo de 2020 en la Facilidad Correccional Territorial de Colorado, en Cañon City, Colorado.

## Primeros años y crímenes
Originario de Breaux Bridge, Luisiana, Melanson fue un vagabundo y estafador que pasó la mayor parte de su vida en diversas cárceles. Algunos de sus primeros delitos incluyeron robos y violaciones en los condados de Orange y Jefferson, Texas, por lo que fue condenado a 12 años de prisión, pero cumplió solo la mitad de la pena. Supuestamente mató a un recluso mientras estaba preso en Texas. En 1975, fue extraditado para enfrentar un juicio por violación, lo que resultó en una condena a cadena perpetua. Sin embargo, esta sentencia se redujo, y fue liberado en marzo de 1988, pocos meses antes del asesinato de una presunta víctima.

## Asesinatos

### Anita Andrews
Anita Andrews, de 51 años, ex reina de la belleza de la feria del condado, era una madre soltera que trabajaba en dos empleos, uno en el Hospital Estatal de Napa y el otro en el bar familiar llamado "Fagiani's Cocktail Lounge", heredado por Anita y su hermana Muriel de su padre. La última vez que se la vio con vida fue el 10 de julio de 1974, atendiendo el bar, que estaba cerca de cerrar, ya que aún había un desconocido rondando por el local.
A la mañana siguiente, Muriel encontró el cuerpo de su hermana en un charco de sangre en el suelo. Anita Andrews tenía la ropa rasgada, y había sido violada, apuñalada 13 veces con un destornillador, y degollada. También faltaba su Cadillac Eldorado. El asesino dejó varias pistas: una colilla de cigarrillo en un cenicero, una huella digital parcialmente ensangrentada en una escalera trasera, huellas dactilares en una botella y una caja registradora abierta. A pesar de esto, pasarían décadas antes de que su caso se resolviera.

### Michelle Wallace
En agosto de 1974, Melanson llegó al condado de Gunnison, Colorado, presentándose como un experimentado pastor de ovejas. Un ranchero de la zona incluso lo contrató para cazar pumas y coyotes que estaban matando a su rebaño. Una tarde, mientras estaba en el "Timbers Bar" en Gunnison, Colorado, Melanson conoció a Charles Matthews, un trabajador de rancho local, y le pidió que lo llevara. Sin embargo, el coche de Matthews se averió en el camino, justo cuando Michele Wallace (referida en algunas fuentes como 'Michele French'), que regresaba de un viaje de mochilera, pasaba conduciendo. Se ofreció a llevar a ambos hombres, y después de dejar a Matthews de nuevo en el bar, ella y Melanson continuaron. Desde ese momento, nadie la volvió a ver con vida.
La desaparición de Wallace se convirtió en un caso sin resolver y permaneció así hasta que un sheriff del condado decidió reabrirlo a principios de la década de 1990. No mucho después, se encontraron los restos de Wallace junto a un remoto camino de montaña, pero debido a la escasez de huesos hallados no se pudo determinar exactamente cómo había muerto.

### Paulina Klumpp
Una presunta víctima de Melanson, Pauline Klumpp, de 51 años, estaba alquilando una casa a Melanson, su exesposa y su nuevo novio en la zona de Port Acres en Port Arthur, Texas. Un día, en 1988, le pidió a Melanson ayuda con su aire acondicionado, así como recoger un televisor del trío. Ambos fueron vistos juntos por última vez, pero Klumpp desapareció misteriosamente después de eso. El entonces esposo de Klumpp, quien se encontraba en un motel por trabajo fuera de la ciudad en Galveston, viajaba regularmente para asegurarse de que Klumpp estuviera bien. Al regresar a casa, encontró una olla de gumbo en la estufa, que aparentemente llevaba días cocinándose. Cuatro días después de su desaparición, encontraron su automóvil detrás de una tienda de comestibles, con el televisor todavía adentro.
El detective Scott Gaspard, a cargo de resolver el caso no resuelto de Klumpp, ha dicho que Melanson fue el principal sospechoso desde el principio.

### Charlotte Sauerwin
Unos meses después, Melanson se encontraba en Walker, Luisiana, un pequeño pueblo al este de Baton Rouge. Mientras estaba en una lavandería, el 5 de agosto de 1988, escuchó a Charlotte Sauerwin, de 24 años, hablar sobre cuánto tiempo le estaba llevando a su prometido, Vincent LeJeune, ahorrar dinero para comprar terreno para una casa. En ese momento, Melanson intervino, presentándose como un desarrollador inmobiliario con una oferta sensata y económica. Cuando las demás personas abandonaron la lavandería, Melanson la convenció de ir a mostrarle el terreno; allí atacó y violó a Sauerwin, antes de estrangularla y degollarla. Luego ató una correa alrededor de su cuello y arrastró el cuerpo cerca de un cobertizo, donde lo abandonó tras llevarse sus joyas, bolso y una pistola, arma en cuyo poder sería visto después.

## Juicio y encarcelamiento
Melanson fue arrestado en Kentucky en enero de 1992 por cargos no relacionados de robo. En agosto de ese año, después de que se encontraran los restos de Michele Wallace, Melanson fue trasladado a Colorado para ser juzgado por el asesinato. Se descubrió que Melanson estaba en posesión de su automóvil y otros objetos, incluida su cámara, que lo mostraba posando con una adolescente aún no identificada. En septiembre de 1993, fue llevado a juicio, declarado culpable y condenado a cadena perpetua por su asesinato, basado en pruebas de cabello recogidas de su cuero cabelludo. No fue hasta el año 2000, cuando una nueva ley federal recién promulgada lo obligó a proporcionar su ADN para pruebas, cuando las autoridades tuvieron la oportunidad de resolver los otros asesinatos.
La evidencia de ADN lo conectó con los asesinatos de Andrews y Sauerwin en 2010, pero solo fue juzgado por el primero en 2011, recibiendo otra condena de cadena perpetua. Desde entonces, las agencias de aplicación de la ley en todo el país comenzaron a revisar sus casos no resueltos, con la esperanza de poder relacionar a Melanson con otros crímenes. Melanson se mostró poco cooperativo con la policía e intentó repetidamente solicitar la libertad condicional ante la Corte Suprema de Colorado, sin éxito.
Murió el 22 de mayo de 2020 mientras cumplía su condena. Su muerte no se anunció hasta 2021 cuando la Fiscalía del Distrito de Napa llamó a la prisión para verificar su estado.